# Гидрид европия(II)
Гидри́д евро́пия(II) (дигидрид европия, химическая формула — EuH2) — наиболее распространенный гидрид европия.
При стандартных условиях гидрид европия(II) образует тёмный красноватый порошок.

## Физические свойства
В этом соединении атом европия находится в степени окисления +2, а атомы водорода в −1. Является ферромагнитным полупроводником.

## Получение
Гидрид европия(II) получают прямым взаимодействием европия и газообразного водорода:
{\displaystyle {\ce {Eu + H2 -> EuH2}}}

## Применение
Гидрид европия(II) может быть использован в качестве источника иона Eu2+ для создания металл-органических каркасных структур, содержащих ион Eu2+.